# Le pigeon aux petits pois
Le pigeon aux petit pois es una obra de Pablo Picasso pintada en 1911. Tiene un estilo cubista y representa varias figuras geométricas (rectángulos, arcos y círculos) en tonos grises y blancos sobre un fondo de color ocre. En la esquina superior derecha de la pintura puede leerse la palabra "Café" en letras mayúsculas.

## Robo
Fue una de las obras de arte robadas al Museo de Arte Moderno de París el 20 de mayo de 2010, en un asalto en el que se robaron obras por valor de 100 millones de euros. El ladrón y su patrocinador aparecieron al año siguiente, y este último declaró que le dominó el pánico tras una persecución y una llamada de la policía, por lo que arrojó la pintura a un bote de basura. Sin embargo, la policía dudó de esta declaración.
La policía logró identificar al culpable, Vjéran Tomic, y fue condenado a 8 años de prisión. Su cómplice, Yonathan Birn, confesó haber recibido los cuadros y afirmó haberlos tirado a la papelera, versión de los hechos que la policía puso seriamente en duda.
En total se robaron cinco cuadros: Nature morte aux chandeliers, de Fernand Léger; L'Olivier près de l'Estaque, de Georges Braque; La Pastorale, de Henri Matisse, y La Femme à l'éventail, de Amedeo Modigliani. Ninguno de ellos se ha encontrado nunca. Se calcula que los cinco pueden alcanzar un precio de 100 millones de dólares, y otros expertos llegan hasta los 200 millones. Alice Farren-Bradley, del Art Loss Register de Londres, considera que el robo es uno de los mayores de la historia, dado el valor de los cuadros, la importancia de los artistas y el perfil del museo.